# Kákics
Kákics je vas na Madžarskem, ki upravno spada pod podregijo Sellyei Županije Baranja.